# 척추사이원반

vertebral body(척추뼈몸통, 척추체), intervertebral foramen(척추사이구멍, 추간공), anulus fibrosus(섬유륜), nucleus pulposus(속질핵). 섬유륜과 속질핵이 가리키고 있는 부분이 척추사이원반.

척추사이원반(영어: intervertebral disc) 또는 추간판(椎間板)은 척주의 척추뼈 사이에 있다. 척추 원반(脊椎圓盤), 추간원반, 추간원판이라고도 한다. 각 척추뼈 근절과 근절의 사이에 위치해 구부리는 것이 가능하게 되어 있고, 척추 사이에는 추간 연골이 존재한다.

## 병리
추간판 탈출증은 척추 디스크 질환으로 줄여서 척추 디스크 또는 허리 디스크라고도 불린다. 척추 디스크는 자세를 올바르게 해서 교정한다. 척추디스크의 치료 방법은 다양하기 때문에 척추디스크 질환의 정확한 파악이 최우선적으로 이뤄져야 한다.

## 같이 보기
- 추궁판